# Regina South (circonscription saskatchewanaise)
Pour les articles homonymes, voir Regina (homonymie) et Whitmore.
Circonscription électorale provinciale du Canada
Regina South (également Regina Whitmore Park et Regina Albert South)  est une circonscription électorale provinciale de la Saskatchewan au Canada. Elle est représentée à l'Assemblée législative de la Saskatchewan de 1964 à 2016.

## Liste des députés
| Parlement                                                        | Années       | Député                  | Député                   | Parti                     |
| Regina South                                                     | Regina South | Regina South            | Regina South             | Regina South              |
| ---------------------------------------------------------------- | ------------ | ----------------------- | ------------------------ | ------------------------- |
| 15e                                                              | 1964–1967    |                         | Gordon Burton Grant (en) | Libéral                   |
| 16e                                                              | 1967–1971    |                         | Gordon Burton Grant (en) | Libéral                   |
| Regina Whitmore Park                                             |              |                         |                          |                           |
| 17e                                                              | 1971–1975    |                         | Gordon Burton Grant (en) | Libéral                   |
| Regina South                                                     |              |                         |                          |                           |
| 18e                                                              | 1975–1978    |                         | Stuart John Cameron (en) | Libéral                   |
| 19e                                                              | 1978–1982    |                         | Paul Emile Rousseau (en) | Progressiste-conservateur |
| 20e                                                              | 1982–1986    |                         | Paul Emile Rousseau (en) | Progressiste-conservateur |
| 21e                                                              | 1986–1991    | Jack Charles Klein (en) |                          | Progressiste-conservateur |
| Regina Albert South                                              |              |                         |                          |                           |
| 22e                                                              | 1991–1995    |                         | Serge Kujawa (en)        | Néo-démocrate             |
| Regina South                                                     |              |                         |                          |                           |
| 23e                                                              | 1995–1999    |                         | Andrew Thompson          | Néo-démocrate             |
| 24e                                                              | 1999–2003    |                         | Andrew Thompson          | Néo-démocrate             |
| 25e                                                              | 2003–2007    |                         | Andrew Thompson          | Néo-démocrate             |
| 26e                                                              | 2007–2011    |                         | Bill Hutchinson          | Saskatchewanais           |
| 27e                                                              | 2011–2016    |                         | Bill Hutchinson          | Saskatchewanais           |
| Circonscription dissoute dans Regina Pasqua et Regina University |              |                         |                          |                           |

## Résultats électoraux
Regina South (1995-2016)

Regina Albert South (1991-1995)

Regina South (1975-1991)

Regina Whitmore Park (1971-1975)

Regina South (1964-1971)